# Vedior
Vedior N.V. är ett internationellt bemanningsföretag med huvudkontor i Amsterdam, Nederländerna. Vedior har verksamhet över hela världen: nästan hela Europa, Nord- och Sydamerika, Australien och Nya Zeeland, Sydafrika, Mellanöstern och Asien. Bolaget grundades 1998 och ägs helt av Randstad Holding sedan juni 2008.